# جائزة البرتغال الكبرى 1990
جائزة البرتغال الكبرى 1990 هو سباق فورمولا 1 أقيم بتاريخ 23 سبتمبر 1990 في البرتغال. كان الثالث عشر من أصل 16 في بطولة العالم لسباقات الفورمولا واحد موسم 1990. حلّ البريطاني نايجل مانسيل أولا بينما جاء البرازيلي آيرتون سينا في المركز الثاني وحصل على المركز الثالث الفرنسي ألن بروست.